# 412
412 је била преступна година.

## Догађаји
- Визиготи, предвођени краљем Атаулфом, крећу на југ Галије. Оснива своју резиденцију у Нарбону, и склапа савез са царем Хоноријем, против узурпатора Јовина.
- Цар Јовин уздиже свог брата Себастијана за ко-цара (Августа) и преузима контролу над Галијом.
- Хераклије, гувернер (Цомес Африцае), устаје против Хонорија и проглашава се Августом. Прекида снабдевање Рима житом. Хонорије осуђује њега и његове присталице на смрт едиктом у Равени.
- Теодосијеви зидови су подигнути у Цариграду за време цара Теодосија II. Радови се одвијају под надзором Антемија, познатог преторијанског префекта Истока.
- Зима – Олимпиодора, историјског писца, цар Хонорије шаље у амбасаду, и плови по олујном времену око Грчке уз Црно море, у сусрет Хунима који се налазе на средњем Дунаву (савремена Бугарска).
- Обнављају се утврђења на западној обали Дунава, које су уништили Хуни, а покреће се нова подунавска флота.
- Хоноријев едикт ставља ван закона донатизам.
- Кирило Александријски постаје патријарх Александријски.
- Лазар, епископ Екс ан Прованса, и Ирод, епископ Арла, детронизавани су и искључени из цркве под оптужбом за манихејство.
- Фа-Хиен, кинески будистички монах, проводи 2 године на Цејлону и више од 200 дана је на мору док олује терају његов брод са курса, али се враћа са светим будистичким текстовима назад у Кину (видети 414).

- Википедија:Непознат датум — Пренесене су мошти Светог Кира и Јована из Канопоса у Манутин .

## Смрти
- 15. октобар – Теофил, патријарх александријски
- Гвангето Велики, краљ Гогурјеа (р. 374.)
- Ћифу Гангуи, принц државе Сјанбеј Западни Ћин
- Сар (војсковођа), готски војсковођа
- Улдин, предводник Хуна